# Hydrorion brachypterygius

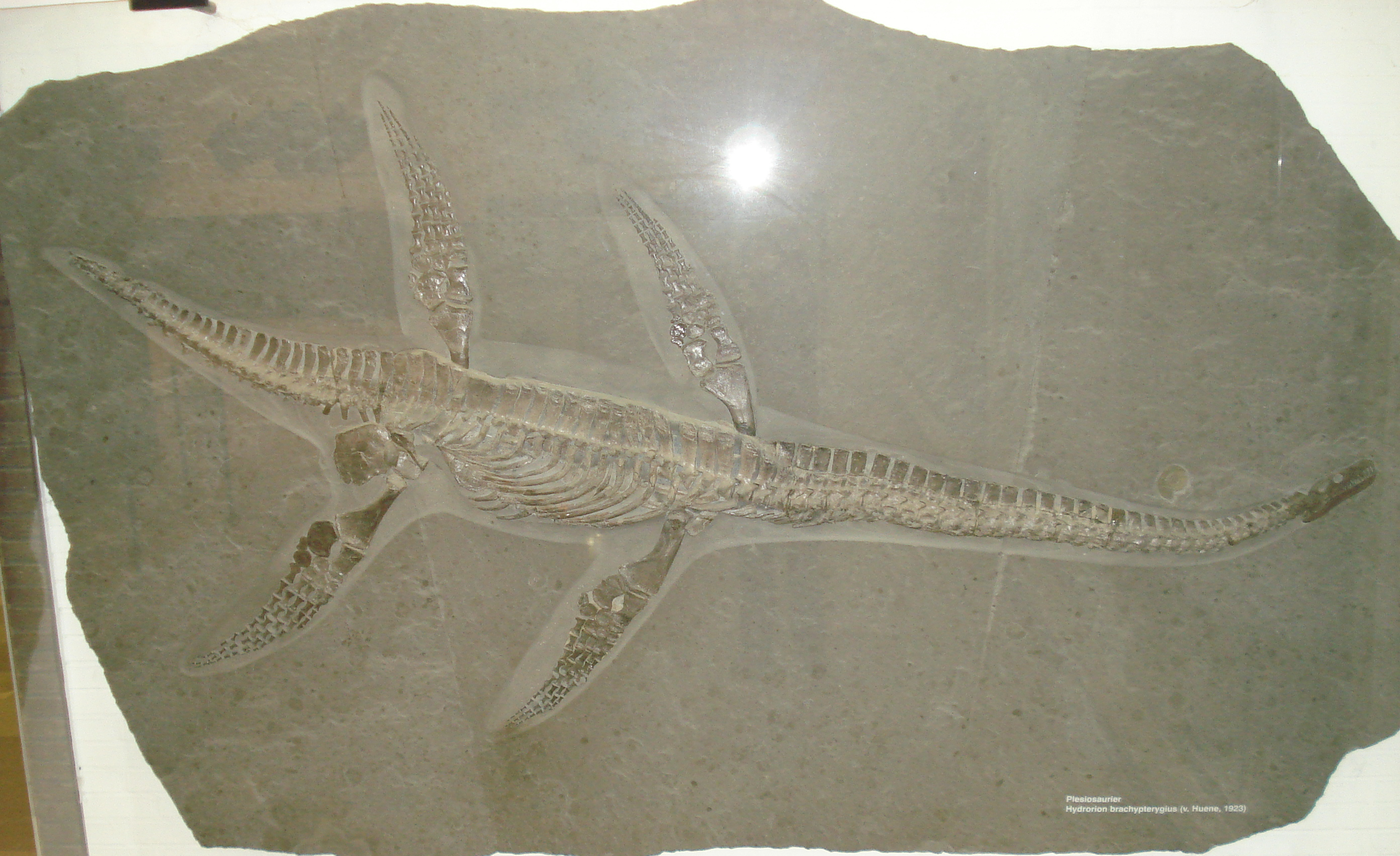
Fósil.

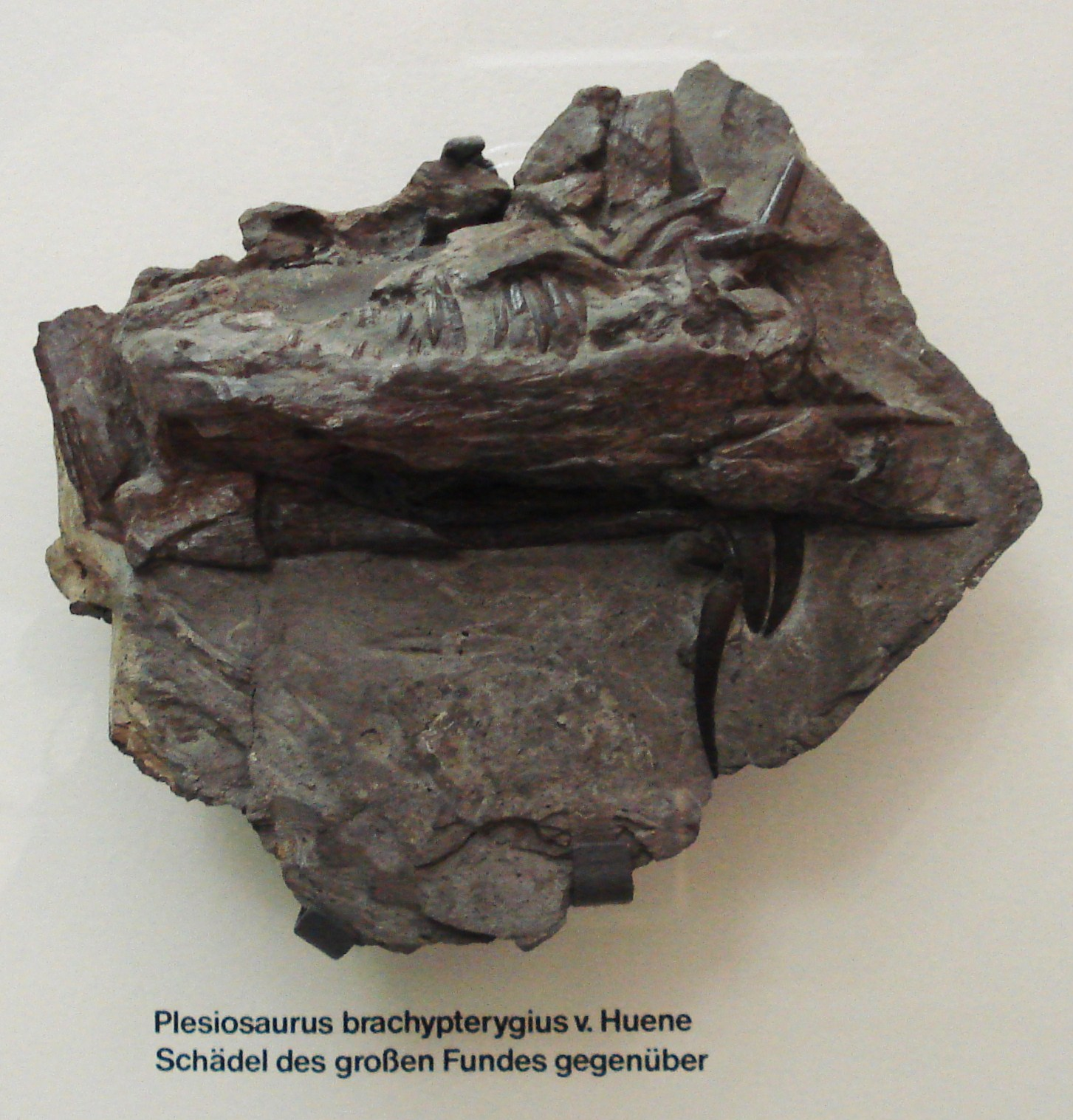
Cráneo.

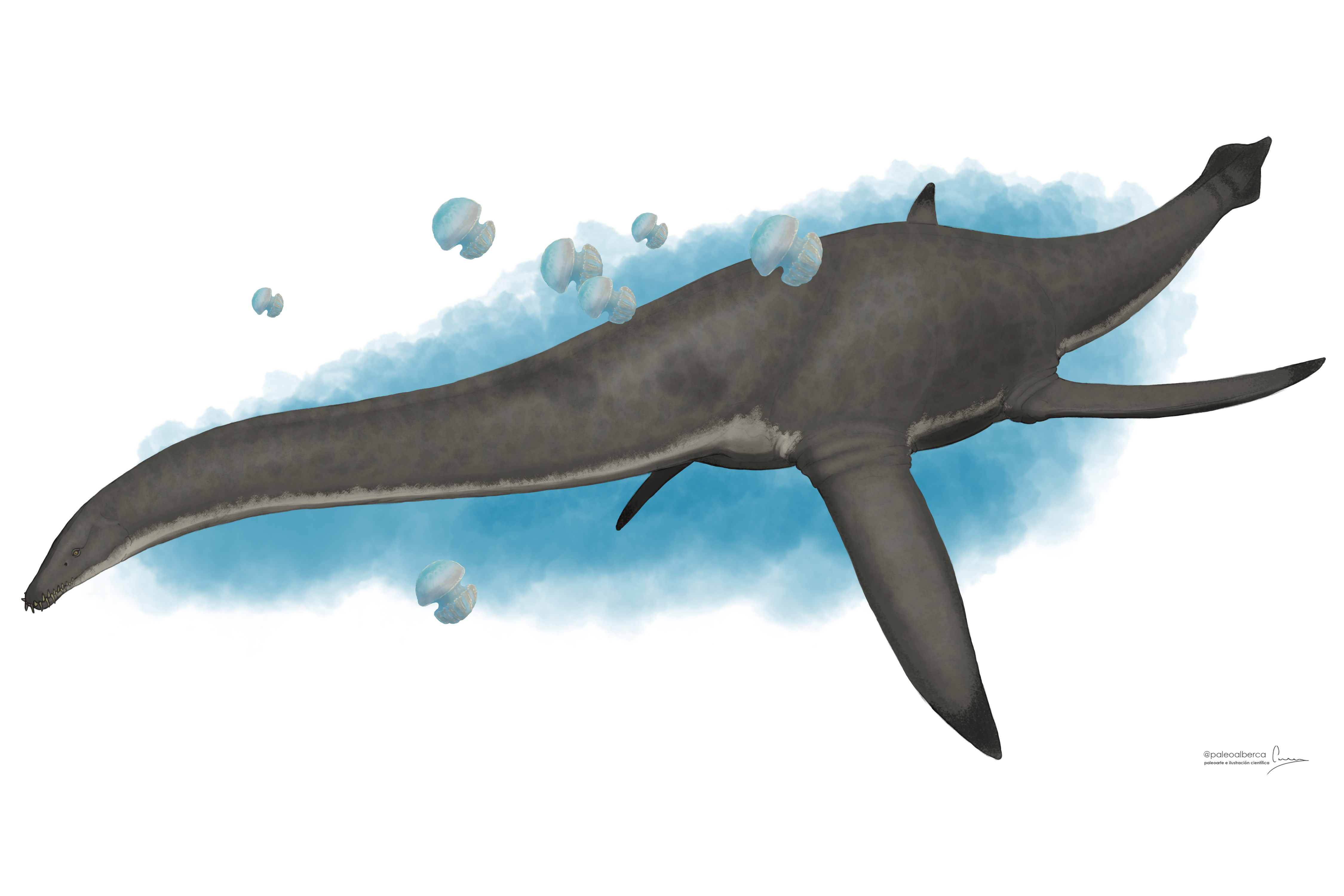
Reconstrucción en vida de Hydrorion brachypterygius.

Hydrorion (que significa "cazador de agua") es un género extinto de plesiosaurio. Ha sido encontrado en varias formaciones datadas del Jurásico en Alemania. La única especie de este género es Hydrorion brachypterygius.